# Rivière aux Sables (lac Saint-Pierre)
Pour les articles homonymes, voir Rivière Au Sable.
La rivière aux Sables est un affluent du lac Saint-Pierre, coulant sur la rive nord du fleuve Saint-Laurent, dans les municipalités de Trois-Rivières, dans la région administrative de la Mauricie, au Québec, au Canada.
Le cours de cette rivière descend généralement vers le sud-ouest d’abord en zone aéroportuaire, puis en zone agricole dans les Basses-terres du Saint-Laurent, tout en traversant le village de Pointe-du-Lac.

## Toponymie
La rivière aux Sables doit son nom à la nature sablonneuse des sols qu'elle traverse à Pointe-du-Lac. Selon l'historien Marcel Trudel, la rivière aurait aussi porté sur des actes de concession du XVIIIe siècle le nom de Sixième Rivière, bien que ce nom n'apparaisse sur aucune carte. Sur les cartes de Joseph Bouchette, elle apparait sous le nom de rivière de la Pointe du Lac.

## Géographie
Le bassin hydrographique de la rivière aux Sables fait 18 km2. Il est situé entièrement sur le territoire de Trois-Rivières. Les milieux humides couvrent 1,1 km2 du bassin versant, soit, 6,1 % du bassin.
La rivière aux Sable prend sa source dans les tourbières à proximité de l'aéroport de Trois-Rivières et s'écoule jusqu'au lac Saint-Pierre dans le secteur de Pointe-du-Lac.

## Histoire
En 2013, la ville de Trois-Rivières a organisé un BioBlitz le long de la rivière aux Sables dans le but d'y inventorier les différentes espèces le long de la rivière. En 2013, 16 m3 de débris ont été retirés de la rivière par les employés du Festivoix et les étudiants du Collège Laflèche. En 2016, 70 embâcles ont été retirés de la rivière aux Sables et le ruisseau Saint-Charles dans le but de favoriser la libre circulation de l'omble de fontaine.